# Noccaea
Pour les articles homonymes, voir Tabouret (homonymie).
Genre
Classification APG III (2009)
Noccaea est un genre de plantes herbacées de la famille des Brassicacées (ou Crucifères). C'est un genre dont un certain nombre d'espèce sont connues sous le nom commun de Tabouret.

## Liste d'espèces
- Noccaea alpestris - Tabouret des Alpes
- Noccaea andersonii
- Noccaea arctica
- Noccaea caerulescens - Tabouret bleu ou Tabouret des bois
- Noccaea cochleariformis
- Noccaea fendleri avec 5 sous-espèces[2]
- Noccaea montana (L.) F.K. Mey. Non valide d'après ITIS - intégré à Noccaea fendleri en tant que sous-espèce fendleri
(Syn. ancien : Thlaspi montanum L. est, d'après ITIS, syn. de Noccaea fendleri ssp. glauca (A. Nelson) Al-Shehbaz & M. Koch - le tabouret des montagnes)
- Noccaea papyracea
- Noccaea praecox
- Noccaea rotundifolia - Tabouret à feuilles rondes